# Belo Polje (Obrenovac)
Pour les articles homonymes, voir Belo Polje.

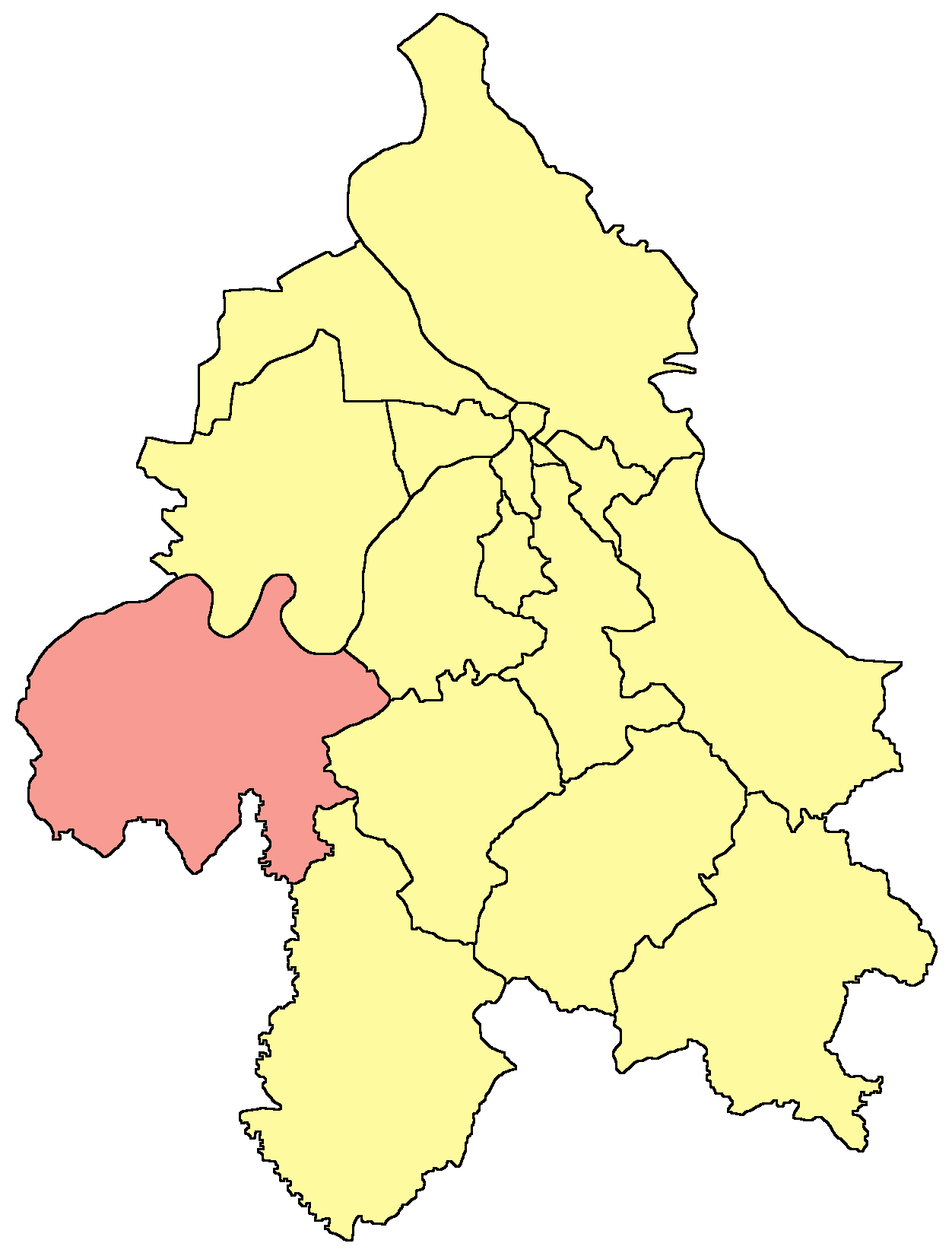
Localisation de la municipalité d'Obrenovac dans la ville de Belgrade

Belo Polje (en serbe cyrillique : Бело Поље) est une localité de Serbie située dans la municipalité d’Obrenovac et sur le territoire de la ville de Belgrade. Au recensement de 2011, elle comptait 1 815 habitants.
Belo Polje est officiellement classé parmi les villages de Serbie.

## Démographie

### Évolution historique de la population
| 1948 | 1953 | 1961 | 1971 | 1981  | 1991  | 2002  | 2011  |
| ---- | ---- | ---- | ---- | ----- | ----- | ----- | ----- |
| 372  | 435  | 495  | 845  | 1 475 | 1 508 | 1 804 | 1 815 |

|  |